# Stephan Zápolya

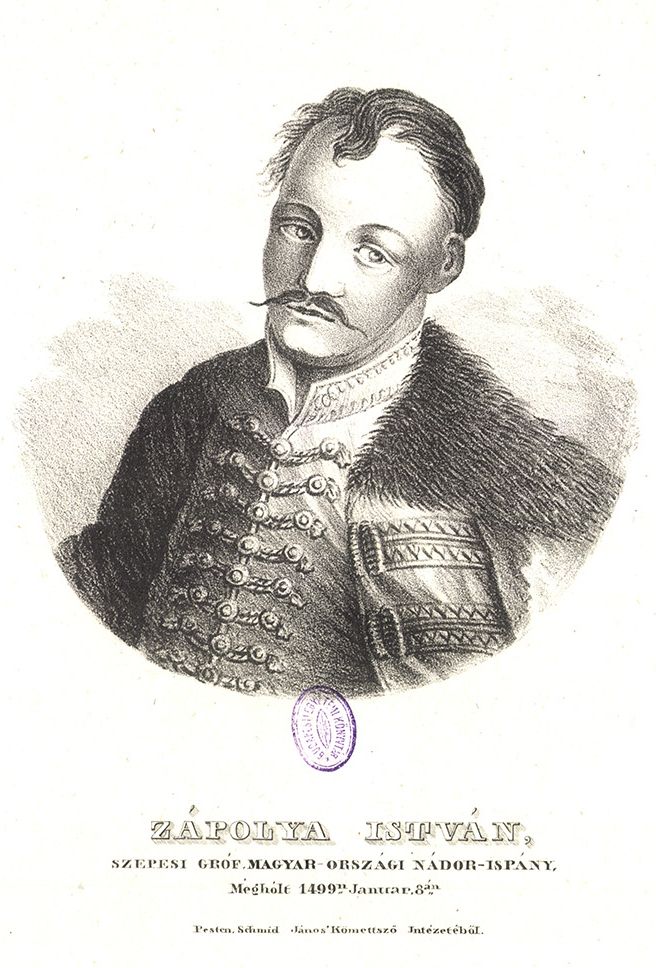
Stephan Zápolya

Stephan (Istvan) Zápolya († im Januar oder am 25. Dezember 1499 in Pápa, Komitat Veszprém, Ungarn) war ein ungarischer Magnat und Woiwode von Siebenbürgen aus dem Geschlecht Zápolya, das mit seinem Vater Emmerich (Imre), einem erfolgreichen Feldherrn von König Matthias Corvinus mit zahlreichen Güter belehnt und in den hochadligen Magnatenstand erhoben wurde. 
Er war ansässig auf Trentschin. Zápolya war Erbgraf (Obergespann) der Zips und seit 1464 Besitzer der Zipser Burg. Er war Feldherr und Statthalter des Königs Matthias Corvinus in Schlesien, dessen Großvater Woyk de Hunedoara mit einer Klara Zapolya verehelicht war. Im Dezember 1474 wurde er von König Matthias Corvinus zum Oberlandeshauptmann von Schlesien und zugleich zum Landeshauptmann des Erbfürstentums Schweidnitz-Jauer ernannt. 1483 wurde er Gouverneur von Niederösterreich und ab 1492 Palatin im Königreich Ungarn.
Stephan (Istvan) Zápolya war in erster Ehe verehelicht mit Johanna von Hamonna, einer Tochter des Simon Drugeth von Hamonna (heute: Humenné in der östlichen Slowakei); in zweiter Ehe mit Hedwig (Jadwiga), einer Prinzessin aus dem Haus der Piasten, welche am 6. April 1521 verstorben ist. Sie war eine Tochter des (Przemysl II.), Herzog von Teschen und Glogau in Schlesien und der Anna Prinzessin von Masowien.
Drei Kinder seiner zweiten Ehe waren:
- Johann I. (Janos) Zápolya, geb. auf der Zipser Burg 1487, verstorben in Mühlbach (Szaszsebes) bei Stuhlweissenburg in Siebenbürgen am 21. Juli 1540, Wojwode von Siebenbürgen und ab 1527 König von Ungarn, Kroatien und Dalmatien. Er ehelichte am 23. Februar 1539 Isabella Prinzessin von Polen (geb. 18. Januar 1519, verstorben in Karlsburg (Gyulafehervar) 15. September 1559), Regentin des schlesischen Herzogtum Oppeln und des schlesischen Herzogtum Ratibor für ihren damals minderjährigen Sohn Johann II. Sigismund Zápolya nach dem Tod des Vaters, mit welchem nach dessen Tod am 14. März 1571 der Namensträgerstamm der Zápolya erlosch. Seine Mutter war eine Tochter des Sigmund I. dem Alten, König von Polen und Großfürst von Litauen und dessen zweiter Ehefrau Bona Sforza von Mailand.
- Georg Zápolya, geb. um 1490, Erbgraf der Zips, als ungarischer Feldhauptmann in der Schlacht bei Mohács am 29. August 1526 um sein Leben gekommen.
- Barbara Zápolya, geb. 1495, verstorben am 2. Oktober 1515, am 8. Feb. 1512 verehelicht als erste Ehefrau mit Sig(is)mund I., dem Alten, König von Polen und Großfürst von Litauen.